# Aaron Johnson (baloncestista de 1983)
Aaron Howard Johnson (nacido el 9 de marzo de 1983, en Exton, Pensilvania) es un exjugador de baloncesto americano con pasaporte italiano. Mide 2,03 metros de altura, y jugaba en la posición de pívot.

## Trayectoria deportiva
Aaron Johnson jugó desde 2002 a 2005 jugó con la Universidad de Pensilvania consiguiendo unos números más que aceptables. 12 puntos y 9,9 rebotes de media en su última temporada en este conjunto. Más tarde fichó por New Mexico Lobos, donde permaneció dos temporadas más antes de dar el salto a Europa. En 2007 aterriza en el Imola de la lega 2 donde juega hasta febrero. Entonces es fichado por el L Ti Giessen de la liga alemana. Uno de los equipos fuertes de esta competición, donde coincide con el actual escolta del CB Murcia Michael Umeh. En la 2008/2009 Johnson se marcha a Holanda, donde termina con 10 puntos y 11,1 rebotes por partido.
Sus dos últimas temporadas las ha pasado de nuevo en la lega 2 italiana. En la 2009/2010 juega en el Scafati Basket y en la presente temporada ha jugado hasta este momento con el Cestistica San Severo. En 19 partidos jugados con este club ha participado una media de 26,5 minutos por encuentro anotando 7,6 puntos y capturando 7,8 rebotes.
En marzo de 2011 llega al CB Murcia para completar la plantilla y ayudar al equipo a logar el ascenso de categoría a la liga ACB.